# Pol'noj Voronež
Il Pol'noj Voronež (in russo Польной Воронеж?) è un fiume della Russia europea settentrionale (oblast' di Rjazan' e oblast' di Tambov), ramo sorgentizio di sinistra del Voronež.
Il fiume scorre in direzione sud-occidentale e a sud-ovest della città di Mičurinsk, presso il villaggio di Novonikol'skoe, si unisce al Lesnoj Voronež dando origine al fiume Voronež. Ha una lunghezza di 178 km; l'area del suo bacino è di 2 170 km². 